# Andrew Marvell
Andrew Marvell est un poète métaphysique et un homme politique anglais né le 31 mars 1621 à Winestead-in-Holderness près de Kingston-upon-Hull (Yorkshire de l'Est) et mort le 16 août 1678 à Londres.
Associé fréquemment à John Donne ou George Herbert, il est le premier assistant de John Milton, et rédige un éloquent poème en préface à la seconde édition du Paradis perdu.

## Biographie
Andrew Marvell est le quatrième enfant d'Andrew Marvell et d'Anne Pease. Son père est pasteur (il enseigne notamment à la Holy Trinity Church et dirige un collège de Chartreux). En 1633, après l'obtention d'une bourse d'études, Andrew quitte le lycée de Hull pour le Trinity Collège à Cambridge (il en sort Bachelier ès Arts cinq ans plus tard). En 1637, il contribue (en grec et en latin) à un collectif en l'honneur de la naissance de la princesse Anne. Entre 1642 et 1646 il écrit le "Dialogue entre Thyrsis et Dorinda", mis en musique par W. Lawes, le compositeur de Charles 1er. Durant la guerre civile, Marvell voyage: Hollande, France, Italie, Espagne.
En 1650 il se rapproche d’Oliver Cromwell - écrivant une "Ode Horatienne sur le Retour d'Irlande de Cromwell".
Marvell devient précepteur de Mary (12 ans) la fille du général Thomas Fairfax chef des armées parlementaires (à qui il dédie "Upon the Hill and Grove at Bill-Borow"). En 1653, s'il échoue au poste de Vice-Secrétaire au Latin au conseil d’État (malgré la recommandation de Milton), il devient précepteur du protégé (et gendre envisagé) de Cromwell: William Dutton. C'est vraisemblablement durant cette période qu'il écrit la majorité de son œuvre lyrique, qui - pour des raisons inconnues - ne sera jamais publiée de son vivant.
Son habileté politique lui permet cependant d’éviter toute punition au retour de la monarchie et à l’avènement de la Restauration anglaise. Il parvient même à convaincre Charles II d'Angleterre de ne pas exécuter John Milton, malgré la virulence anti-monarchique des écrits de ce dernier et ses activités révolutionnaires.
De 1659 à sa mort, Marvell reste un membre respecté de la Chambre des communes, répondant aux lettres de ses administrés et effectuant deux missions diplomatiques à l’étranger, l’une aux Provinces-Unies et l’autre en Russie. Il est également l’auteur anonyme de quelques écrits satiriques, qui critiquent la monarchie, défendent les dissidents puritains et dénoncent la censure. Il est notamment l'auteur en 1677 d'un pamphlet antipapiste Les Progrès du papisme et du gouvernement arbitraire en Angleterre. 
On le qualifie parfois d’ « Aristide britannique », en raison de son incorruptible intégrité dans la vie et de sa pauvreté à sa mort.
Parmi ses poèmes les plus célèbres, on compte To His Coy Mistress (À Sa Timide Maîtresse), The Garden (Le Jardin) et  On a drop of dew (D'une goutte de rosée).